# Sandys
Sandys is een van de negen parishes van Bermuda. 